# タトゥース・F3 T-318
タトゥース・F3 T-318（Tatuus F3 T-318）は、イタリアのコンストラクターメーカー、タトゥースが設計、開発、製造したフォーミュラカー。2018年からフォーミュラ・リージョナルで使用し、2022年までWシリーズで使用されていた。